# Epirhyssa oranensis
Epirhyssa oranensis là một loài tò vò trong họ Ichneumonidae.